# Nouvelle théologie
A nouvelle théologie vagy ressourcement vagy magyarul az új teológia katolikus teológiai irányzat, amely a 20. század közepén jelentkezett, leginkább a francia és a német teológusok körében. Programja a teológia gyökeres megújítása a forrásokhoz (Biblia, hagyomány) való visszatérés és a modern filozófia és társadalmi problémák iránti nyitottság révén. Az irányzat túlzottan merevnek tartotta a neotomizmust, ezért vagy annak megújítását követelte (pl. Yves Congar) vagy a transzcendentális teológia alapjaira helyezkedett (pl. Karl Rahner).

## Történet
Az 1926-ban Erich Przywara (1889–1972) által bevezetett nouvelle théologie gyűjtőnevet vatikáni személyek az 1940-es évektől használták polemikus éllel a francia katolikus teológiában megjelenő, egymástól különböző törekvések megnevezésére. Ezek a törekvések arra irányultak, hogy a korabeli filozófiákkal való párbeszéd révén teológiai megújulást érjenek el.
XII. Piusz 1950-es enciklikája (Humani generis) – noha nem formálisan – de informálisan elítélte az irányzatot, mivel egy új modernizmust gyanítottak benne.
Az irányzat jórészt Henri de Lubac (1896-1991) francia jezsuita pap munkássága nyomán bontakozott ki az 1950-es években.
Egyfajta jóvátételként fogható fel, amikor XXIII. János pápa a nouvelle théologie főbb képviselőit zsinati teológusnak hívta meg. Később Lubac, Balthasar, Congar, Daniélou megkapta a bíborosi kinevezést is.
A II. vatikáni zsinat utáni időszakban a mozgalom két táborra oszlott, bal és jobb szárnyra. Rahner, Congar, Schillebeeckx, Küng és Chenu 1965-ben alapították a Concilium nevű progresszívabb teológiai folyóiratot, míg Lubac, Balthasar, Daniélou, Ratzinger és mások 1972-ben a Communio-ot.

## Képviselői
Jelentősebb képviselői, illetve az új teológiával általában társult teológusok:
- Henri de Lubac,
- Pierre Teilhard de Chardin,
- Hans Urs von Balthasar,
- Yves Congar,
- Karl Rahner,
- Hans Küng,
- Edward Schillebeeckx,
- Marie-Dominique Chenu,
- Louis Bouyer,
- Jean Daniélou,
- Henri Bouillard,
- Joseph Ratzinger (a későbbi XVI. Benedek pápa)

## Fordítás
- Ez a szócikk részben vagy egészben  a   Nouvelle théologie című angol Wikipédia-szócikk fordításán alapul.  Az eredeti cikk szerkesztőit annak laptörténete sorolja fel. Ez a jelzés csupán a megfogalmazás eredetét és a szerzői jogokat jelzi, nem szolgál a cikkben szereplő információk forrásmegjelöléseként.